# Haila Mompié
Haila María Mompié González (sinh ngày 28 tháng 1 năm 1974), được biết đến dưới tên Haila Mompié hay Haila, là ca sĩ người Cuba. Cô chuyên về phong cách son và timba, là giọng ca chính trong nhóm nhạc Azúcar Negra.

## Cuộc đời và sự nghiệp
Haila sinh ngày 28 tháng 1 năm 1974 tại Amancio, Las Tunas, Cuba. Cha cô là ca sĩ và mẹ cô là một stylist. Cô bắt đầu đi học âm nhạc và học múa từ năm 9 tuổi tại Santiago de Cuba. Năm 15 tuổi, gia đình cô chuyển đến Havana, làm gián đoạn sự nghiệp học vấn của cô trong thời gian ngắn. Ở Havana, cô gặp ca sĩ phong cách son nổi tiếng tên là Yaquelín Castellanos, người rất thích tiềm năng ca hát của Haila. Haila tham gia nhóm Septeto Tradición, chủ yếu chơi theo phong cách son truyền thống thập niên 1920-1930. Sau đó, cô biểu diễn trong quán rượu Las Avenidas và gia nhập nhóm Habana Son. Với dự án Guajira Habanera, năm 1994, cô lần đầu tiên đi lưu diễn tại Mexico. Tháng 9 năm 1994, cô gia nhập nhóm Bamboleo với vai trò hát chính. Nhóm ra mắt hai album và biểu diễn ở các quốc gia khác nhauĩ.

### Sự nghiệp độc diễn
Năm 2000, Haila bắt đầu sự nghiệp độc diễn. Cô cùng với nhiều nghệ sĩ khác hợp tác lại và sản xuất album dòng rumba mang tên La rumba Soy yo. Album nhận giải thưởng Grammy Latin cho Album dân gian hay nhất năm 2001. Năm 2002 Haila phát hành album đầu tay mang tên Haila. Năm 2004, cô phát hành album Diferente, sản xuất bởi David Calzado, người đứng đầu ban nhạc Charanga Habanera. Năm 2011, cô phát hành album Mala, sản xuất bởi cựu ca sĩ ban nhạc Charanga Habanera và cũng là chồng cô. Album Mala giành giải thưởng Cuba Disco trong hạng mục Âm nhạc Latin năm 2012. Album mới nhất của cô mang tên Cómo Journey a decirte, ra mắt năm 2015.

## Danh sách đĩa hát
- Haila (2001)
- Live (2002)
- Diferente (2004)
- Tal como soy (2008)
- Mala (2011)
- Cómo voy a decirte (2015)
- Mujer de Acero (2017)